# Pawsey Medal
Die Pawsey Medal wird jährlich vergeben von der Australian Academy of Science. Mit ihr werden herausragende physikalische Arbeiten von australischen Wissenschaftlern unter 40 Jahren geehrt. Mit dieser Medaille wird an die Arbeit von Joseph L. Pawsey erinnert.

## Preisträger
- 1967 Robert M. May, Oxford University – Populationsbiologie
- 1969 Kenneth G. McCracken, CSIRO – Astronomie
- 1970 Rodney A. Challinor, Sigma Group
- 1971 Barry W. Ninham, Australian National University – Physikalische Chemie
- 1972 Kenneth C. Freeman, Australian National University – Astronomie, Astrophysik
- 1973 Bruce H. J. McKellar, University of Melbourne – Theoretische Physik
- 1974 Donald B. Melrose, University of Sydney – Astrophysik, Plasmaphysik
- 1975 Rodney J. Baxter, Australian National University – Statistische Mechanik
- 1976 W. Miller Goss, National Radio Astronomy Observatory – Radioastronomie
- 1977 Jacob N. Israelachvili, University of California, Santa Barbara – Strömungslehre
- 1978 Richard N. Manchester, CSIRO – Radioastronomie
- 1979 Gregory J. Clark, CSIRO – Kernphysik
- 1980 John E. Norris, Australian National University – Astronomie
- 1981 Martin A. Green, University of New South Wales – Photovoltaik
- 1982 James A. Piper, Macquarie University – Photonik
- 1983 Michael A. Dopita, Australian National University – Astronomie
- 1984 Peter R. Wood, Australian National University – Astronomie
- 1985 Richard M. Pashley, Murdoch University – Wasser-Ressourcen
- 1986 Barry Luther-Davies, Australian National University – Nichtlineare Optik
- 1987 John W. V. Storey, University of New South Wales – Astrophysik, Optik
- 1988 Ian N. S. Jackson, Australian National University – Geophysik
- 1989 Keith A. Nugent, University of Melbourne – Röntgenoptik
- 1990 Wayne K. Hocking, University of Western Ontario – Astronomie
- 1991 Andrew E. Stuchbery, Australian National University – Kernphysik
- 1992 David J. Hinde, Australian National University – Kernphysik
- 1993 Stephen T. Hyde, Australian National University – Materialphysik
- 1994 Peter T. H. Fisk, CSIRO – Metrologie
- 1995 Peter A. Robinson, University of Sydney – Neurophysik
- 1996 Robert G. Elliman, Australian National University – Festkörperphysik
- 1997 Murray T. Batchelor, Australian National University – Mathematische Physik
- 1998 Igor Bray, Curtin University of Technology – Theoretische Physik
- 1998 Yuri S. Kivshar, Australian National University – Nichtlineare Optik
- 1999 C. Martijn de Sterke, University of Sydney – Optik, Photonik
- 1999 Raymond R. Volkas, University of Melbourne – Teilchenphysik
- 2000 Anthony B. Murphy, CSIRO – Angewandte Physik
- 2001 Brian P. Schmidt, Australian National University – Astrophysik
- 2002 Sergey V. Vladimirov, University of Sydney – Plasmaphysik
- 2003 Howard M. Wiseman, Griffith University – Quantenphysik
- 2004 Marcela Bilek, University of Sydney – Angewandte Physik
- 2005 Michelle Simmons, University of New South Wales – Halbleiterphysik
- 2006 Mahananda Dasgupta, Australian National University – Kernphysik
- 2007 Ben Eggleton, University of Sydney – Optik, Photonik
- 2008 Kostya (Ken) Ostrikov, University of Sydney – Nanotechnologie
- 2009 J. Stuart B. Wyithe, University of Melbourne – Astrophysik
- 2010 Andrew G. White, University of Queensland – Quanteninformation
- 2011 Bryan Gaensler, University of Sydney – Astrophysik
- 2012 Tanya Monro, University of Adelaide – Photonik
- 2013 Christopher Adam Blake, Swinburne University of Technology – Dunkle Energie
- 2014 Geoffrey John Pryde, Griffith University – Quantencomputer
- 2015 Naomi McClure-Griffiths, CSIRO Astronomy and Space Science – Radioastronomie
- 2016 Ilya Shadrivov, Australian National University – Metamaterial
- 2017 Igor Aharonovich, University of Technology, Sydney – Quantenkommunikation
- 2018 Paul Lasky, Monash University – Astrophysik
- 2019 Steven Flammia, Universität Sydney – Quanteninformatik
- 2020 Adam Deller, Swinburne University of Technology
- 2021 Xiaojing Hao, University of New South Wales – Photovoltaik
- 2022 Keith Bannister, CSIRO Astronomy and Space Science – Radioastronomie
- 2023 Yuerui Lu, Australian National University – Nanomaterialien
- 2024 Jiajia Zhou, University of Technology Sydney – Nanosensoren
- 2025 Claudia Lagos, University of Western Australia – Astronomie
0000 Daria Smirnova, Australian National University – Nanophotonik